# I eller på
| I eller på |
| --- |
| - Betydelse – två prepositioner i svenska språket - Användning – befintlighet (position, läge) - Skillnad – i geografiska sammanhang är man i ett land men på en ö (eller på öar) |

I och på är två av de prepositioner som på svenska används för att uttrycka befintlighet i rummet. Det finns ingen heltäckande princip för hur prepositionerna används, men det finns vissa tumregler, till exempel att prepositionen på normalt används i samband med namn på geografiska platser som har direkt kontakt med vatten, till exempel öar, näs, stränder och uddar.
Vilken preposition som används är i vissa fall beroende av subtila betydelsenyanser.  Det heter till exempel att sitta på pallen, men sitta i fåtöljen, eftersom fåtöljen omsluter personen jämfört med pallen som saknar armstöd. I andra fall är uttrycken lexikaliserade, som i skolan men på universitetet.

## Geografi
För berg, kullar och malmar, hedar och slätter, öar, halvöar, uddar och näs samt herrgårdar och slott används normalt på (på Kinnekulle, på Axevalla hed, på Närkeslätten, på Java, på Apenninska halvön, på Karlslund, på Gripsholm). För vatten (hav, sjöar, floder) används i nere i vattnet men på uppe på ytan (man simmar i Vänern men två båtar möts på Vänern). För administrativa enheter – som kommuner, samhällen, socknar, städer, landskap, län och länder – används normalt i (i Viby, i Umeå, i Värmland, i Sverige, i Kamerun). Det förekommer att en geografisk plats också fungerar som administrativ enhet. I de flesta fall är det oproblematiskt att välja mellan i och på, beroende på om det är den administrativa eller geografiska aspekten som dominerar.
I en del fall har den administrativa syftningen helt tagit över den geografiska, och då används alltid i. Det heter till exempel i modernt språkbruk alltid i Japan, trots att det geografiska egennamnet ursprungligen refererade till en ögrupp. Detta gäller även till exempel de amerikanska delstaterna Alaska och Florida, som rent geografiskt huvudsakligen är halvöar.
På samma sätt kan den geografiska aspekten vara så etablerad att på används genomgående, och det heter till exempel alltid på Gotland och på Orust. Om det är viktigt att framhäva den administrativa aspekten i dessa fall kan man använda en mer fullständig variant om på känns för konkret; då kan man skriva förvaltningsenheter i Gotlands län och kulturnämnden i Orusts kommun.

## Kroppsligt
Slag och sparkar träffar kroppen på bland annat armen, axeln, benet, foten, hakan, halsen, handen, hjässan, kinden, knäet, munnen, näsan och örat, men i bröstet, huvudet, ljumsken, magen, mellangärdet, nacken och ögonen. Endera används om ryggen, skallen och ändan. 
Skjutna kulor och pilar träffar alltid i (armen, benet, ...), i alla fall så länge de går in i kroppen. Projektiler som inte gör detta (t.ex. bollar) använder samma pronomen som slag och sparkar. Man slår i en kroppsdel, men ramlar på den: ramla på magen, stå på huvudet, slå i axeln. Vissa delar kan man även stå på i betydelsen ramla och slå i: stå på huvudet, örat, näsan.

## Andra språk
Svenskan är långtifrån det enda språket med ibland otydliga gränsdragningar mellan olika belägenhetsprepositioner. Andra språk med liknande problematik listas nedan.

### Språkexempel
- à och en i franska. För länder används à + bestämd artikel vid länder med maskulint genus (au Japon, 'i Japan') eller i plural (aux Pays-Bas, 'i Nederländerna'), en utan bestämd artikel vid länder med feminint genus (en Argentine, 'i Argentina'). Prepositionerna kan beroende på sammanhang även användas som riktningspreposition.[6]
- a och en i katalanska. Den förstnämnda är den vanliga i mer konkreta situationer (vacances a Catalunya, 'semester i Katalonien'), medan den andra är vanlig i mer abstrakta (aquesta notícia es va publicar en el diari, 'den nyheten trycktes i tidningen').[7] Motsvarande växling mellan konkret och abstrakt för samma prepositioner förekommer även i spanskan.[8]
- in, at eller on är motsvarande alternativ i engelska. Det första används flitigast i samband med större områden, at om mindre platser och on flitigt i mer abstrakta sammanhang. Specialanvändningarna är dock många.[9]
- в (i) eller на (på) på ryska och andra slaviska språk.